# Philip Lindau

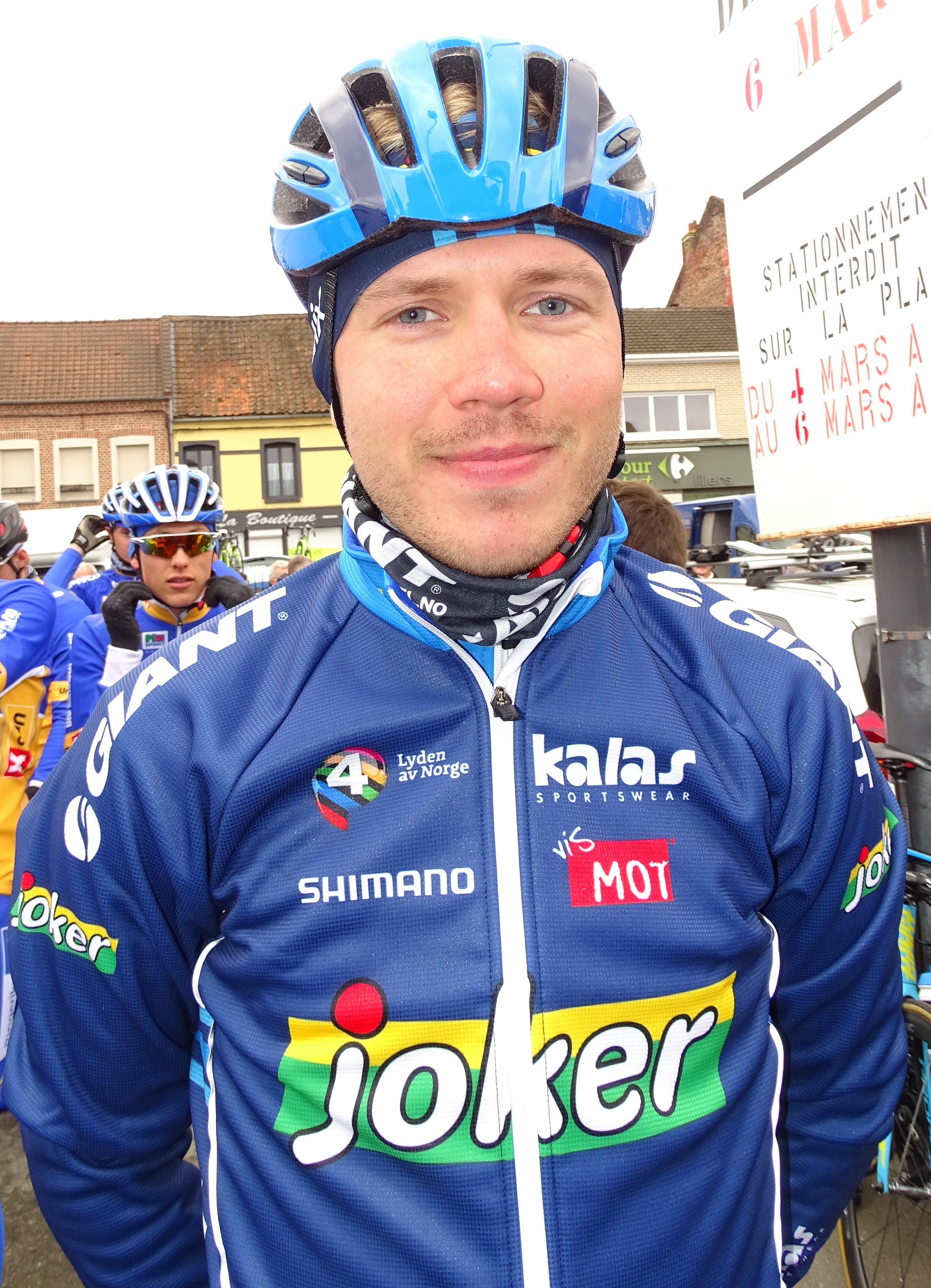
Philip Lindau (2014)

Philip Lindau (* 18. August 1991 in Jönköping) ist ein schwedischer Radrennfahrer.

## Sportliche Erfolge
2009 wurde Philip Lindau Zweiter der schwedischen Meisterschaft im Einzelzeitfahren der Junioren. Im selben Jahr belegte er bei der Münsterland-Tour den siebten Platz bei den Junioren.
Ab 2011 fährt Philip Lindau für das Team Cykelcity. Seinen bisher größten Erfolg feierte er am 24. Juni 2011 mit dem Gewinn des nationalen schwedischen Meistertitels der Elite. 2011 siegte er im Solleröloppet.

## Erfolge
2011
- Schwedischer Meister – Straßenrennen

## Teams
- 2011 Team Cykelcity
- 2012 Team Cykelcity.se
- 2013 Team People4you-Unaas Cycling
- 2014 Team Joker